# Monumento al gran incendio de Londres

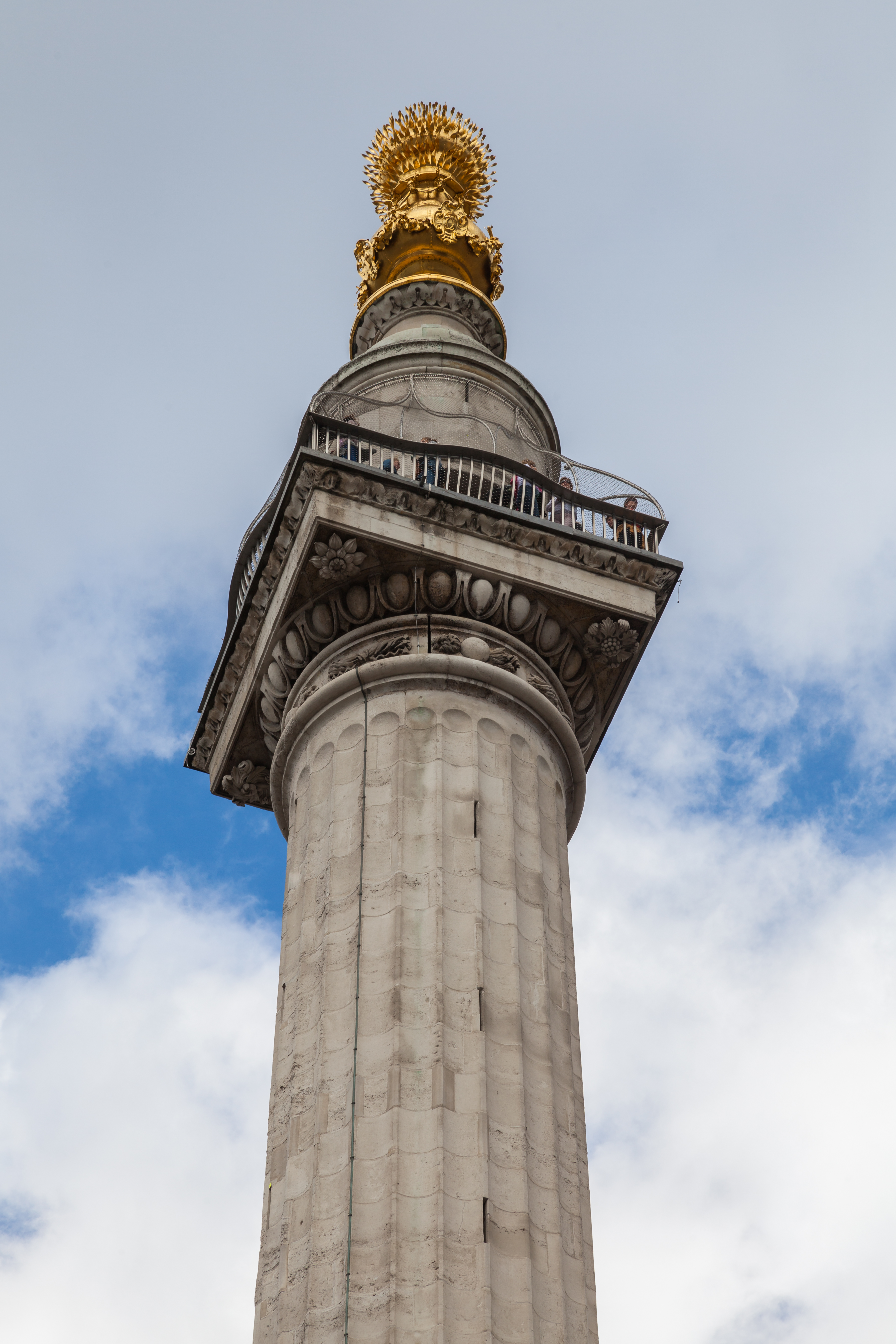
Urna dorada de fuego.

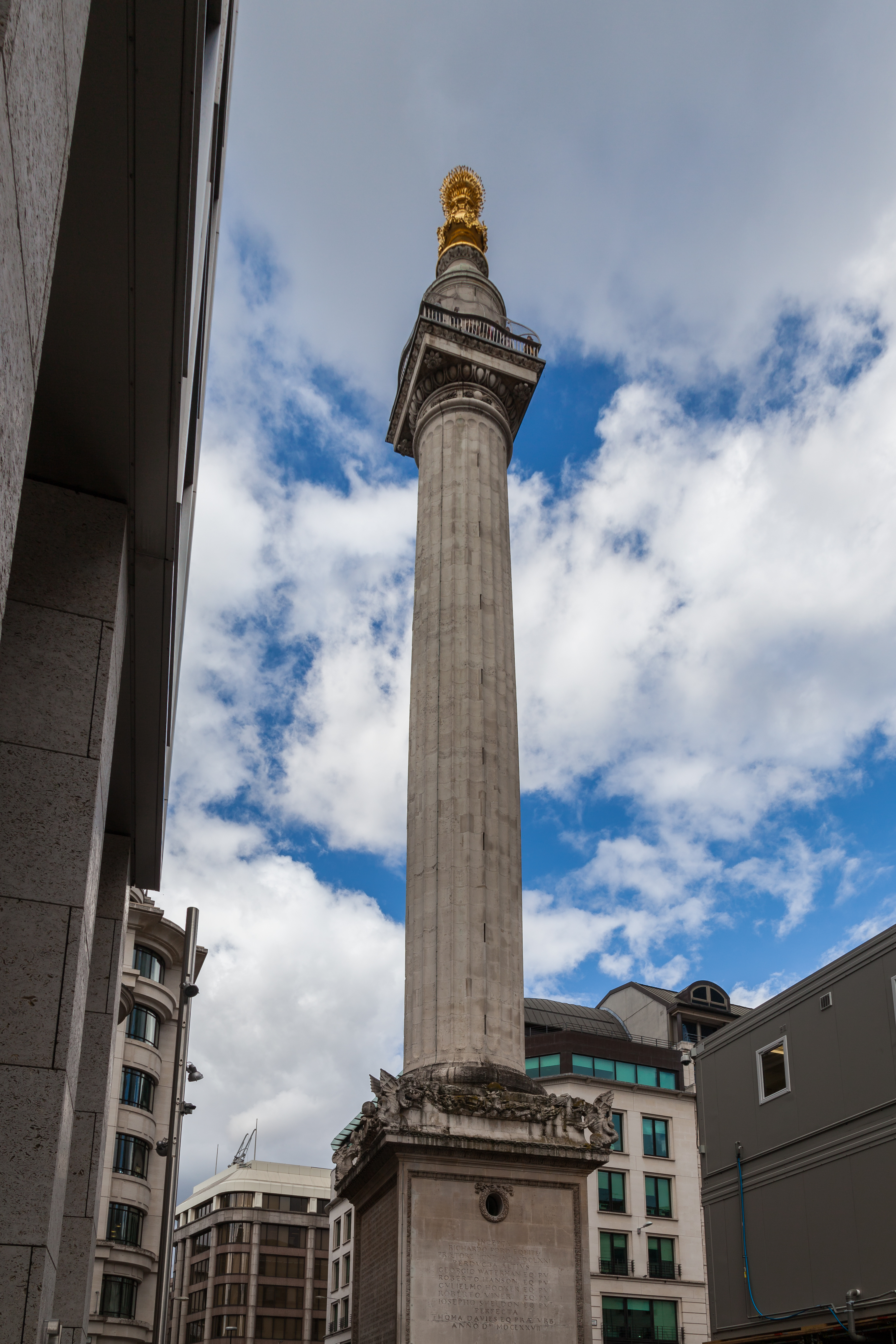
Vista del Monumento desde el suelo.

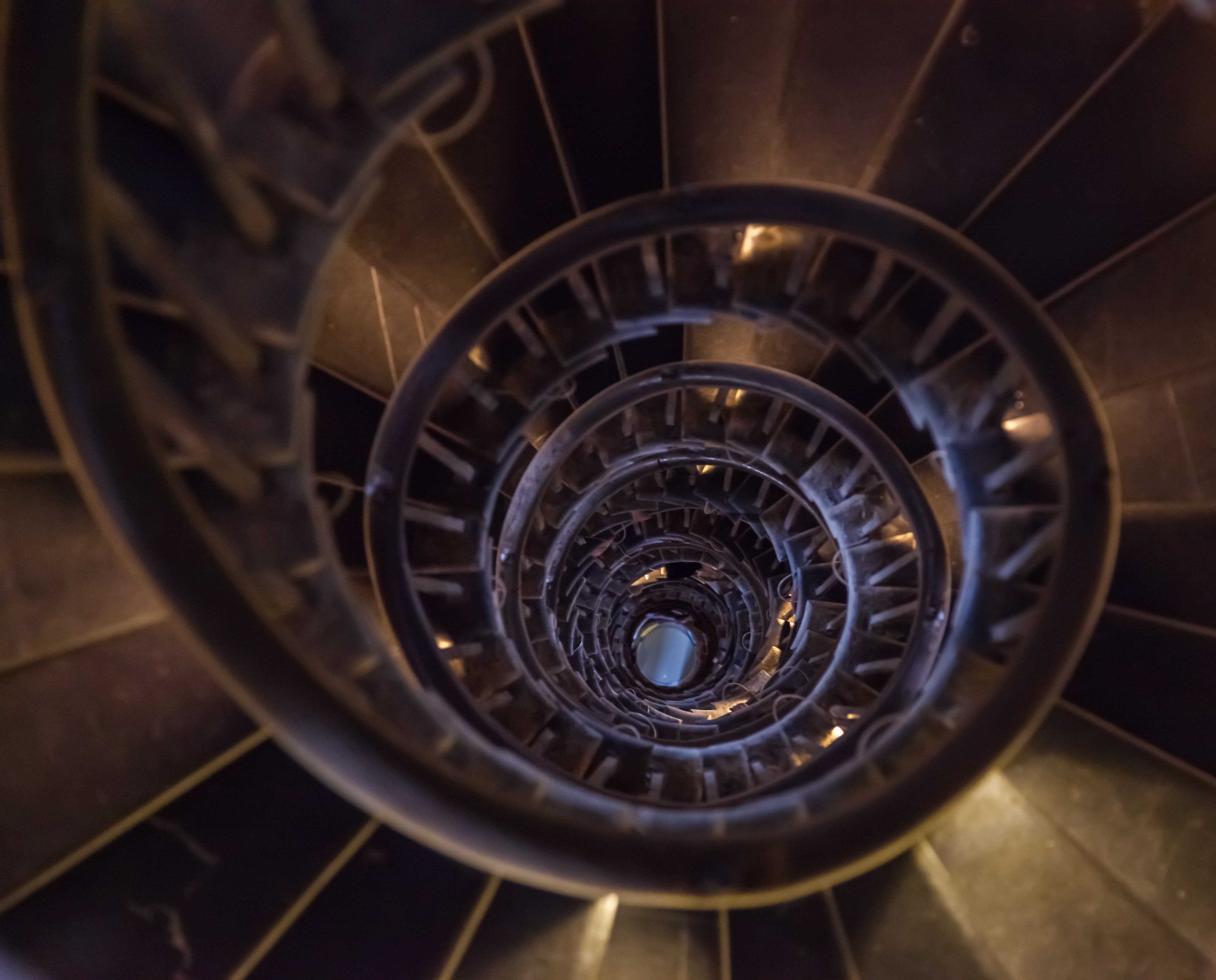
Escalera de caracol.

El monumento al gran incendio de Londres, más conocido como El Monumento (The Monument en inglés), es una columna dórica de 61 metros de altura que se encuentra en la City de Londres, cerca del Puente de Londres. Se encuentra en la intersección de Monument Street y Fish Street Hill, a 61 metros de donde se inició el gran incendio de Londres en 1666. Otro monumento, el niño dorado de Pye Corner, marca el lugar donde terminó el incendio. Este monumento da nombre a la Estación de Metro Monument.
El Monumento consiste en un gran columna dórica construida en piedra de Portland coronada con urna dorada con forma de fuego, fue diseñado por Christopher Wren y Robert Hooke. La cara oeste de la base del monumento presenta una emblemática escultura, de Caius Gabriel Cibber, con altos y bajorrelieves, que representan la destrucción de la City; con el Rey Carlos II, y su hermano, Jacobo, Duque de York (posteriormente Jacobo II), rodeados por la Libertad, la Arquitectura, y la Ciencia, dando instrucciones para la reconstrucción de la ciudad. Sus 61 metros marcan la distancia del monumento a Thomas Farynor, la panadería del Rey en Pudding Lane, donde empezó el incendio. En el momento de la construcción (entre 1671 y 1677) era la columna independiente más alta del mundo.
Es posible alcanzar la cima del monumento subiendo una estrecha escalera de caracol de 311 escalones. A mediados del siglo XIX se añadieron unos barrotes a la cima del monumento para impedir que la gente saltara al vacío, después de que seis personas se hubieran suicidado entre 1788 y 1842.
Tres de las caras de la base del monumento tienen inscripciones en Latín. La del lado sur describe las acciones que llevó a cabo Carlos II tras el incendio. La del lado este describe cómo se inició el monumento y quiénes eran los alcaldes. La del lado norte describe cómo se inició el fuego, los daños que causó y cómo se extinguió.

## Historia
La primera Ley de Reconstrucción, aprobada en 1669, estipula que "lo mejor para preservar la memoria de este terrible suceso", era que tenía que crearse una columna de bronce o piedra en Fish Street Hill, en o cerca de la panadería Farryner, donde el fuego comenzó. Se pidió a Wren, como Supervisor General de los trabajos del Rey, que propusiera un diseño. No fue hasta 1671 cuando el Consejo de la Ciudad aprobó el diseño, y pasaron otros seis años hasta que la columna de 61 metros fue terminada. Pasaron otros dos años hasta que la inscripción se puso en su sitio. "Conmemorando - con un descarado desprecio por la verdad - el hecho de que "Londres se levanta de nuevo ... tres años completos de trabajo que han parecido siglos.""

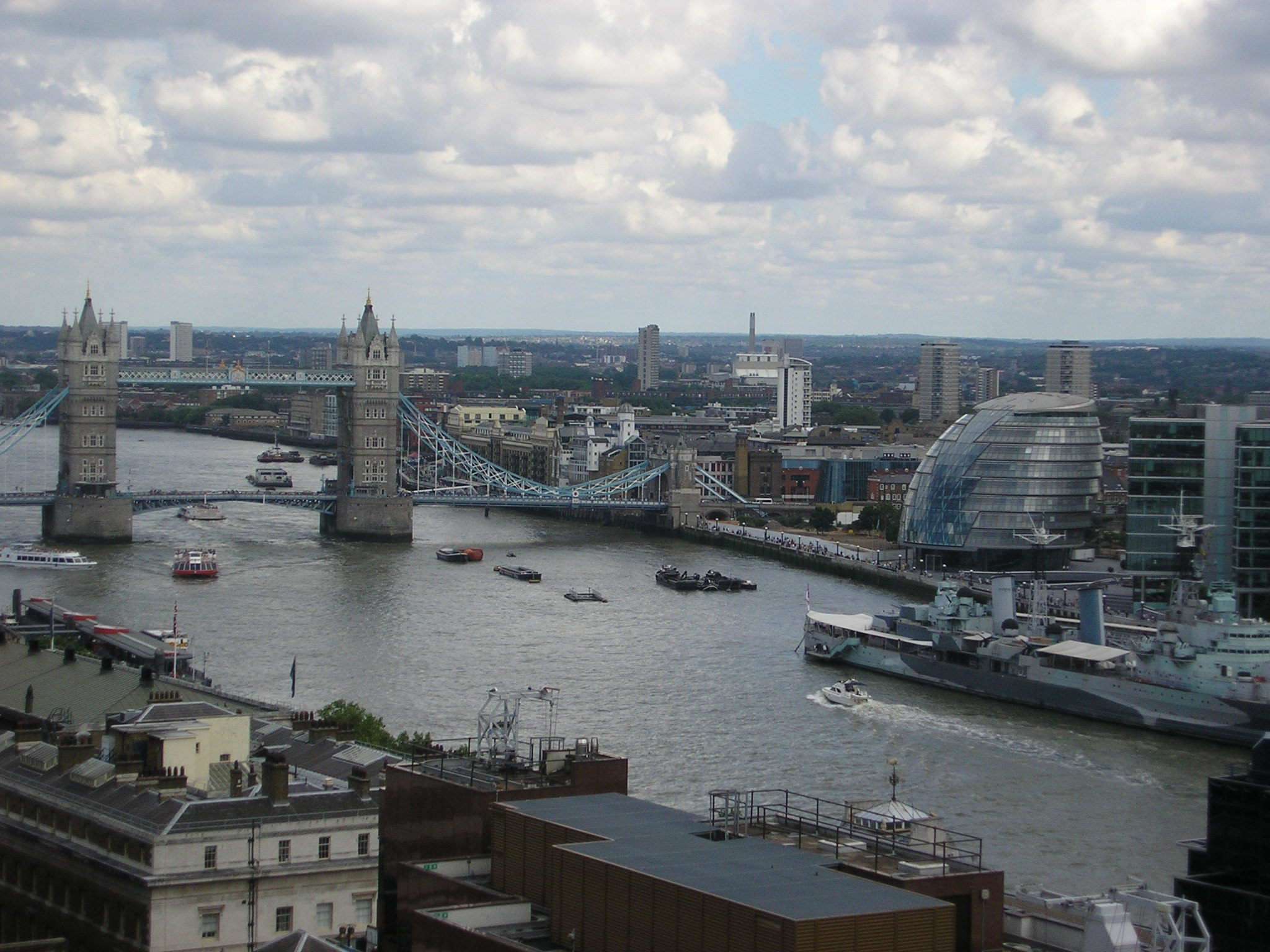
Vista de Londres desde el Monumento.

Los dibujos que han sobrevivido muestran las innumerables versiones que fueron tomadas en consideración para el diseño del Monumento: un obelisco, una columna de granito con lenguas de fuego, y una columna dórica, que fue finalmente la elegida. La verdadera contienda llegó con el problema de qué tipo de ornamento debía coronar el Monumento. Inicialmente Wren estuvo a favor de una estatua de un ave fénix con las alas extendidas encima de las cenizas. Como se acercaba la conclusión del Monumento, se decidió poner de una estatua de 15 pies de altura de Carlos II, o una mujer empuñando una espada que representaba un Londres vencedor; los gastos ya se habían estimado en 1.050 libras. El Rey Carlos prefirió una simple bola dorada "con llamas que saliesen de la cima" que costaba poco menos de 325 libras. Pero al final fue el diseño de una urna llameante de bronce, que fue sugerida por Robert Hooke, la que fue elegida.
El coste total del Monumento fue de 13.450 libras, de las que 11.300 fueron pagadas al albañil Joshua Marshall.
La zona que rodea al Monumento, Monument Street, fue peatonalizada en un conjunto de mejoras que costaron 790.000 libras.
El Monumento cerró el 30 de julio de 2007, para un plan de restauración que duró 18 meses, y costó 4,5 millones de libras. Fue reabierto en febrero de 2009

## Información extra
El monumento está abierto al público, y se puede subir hasta arriba por una estrecha escalera de caracol que está abierta al público y cuesta tres libras para entrar (dos libras para estudiantes). La cima del Monumento permite observar desde unos 60 metros de altura la zona del Río Támesis donde está el Puente de la Torre, y de la zona de negocios de la Ciudad.
El visitante una vez que ha subido arriba del todo puede pedir un documento que certifica su subida.